# Formula 1 – sezona 2003.
| FIA Svjetsko prvenstvo Formule 1 2003. | FIA Svjetsko prvenstvo Formule 1 2003. |
|                                        | Prvak                                  |
| -------------------------------------- | -------------------------------------- |
| Vozač                                  | Michael Schumacher (Ferrari)           |
| Konstruktor                            | Ferrari                                |
| Prethodna sezona                       | Sljedeća sezona                        |
| 2002.                                  | 2004.                                  |

Formula 1 – sezona 2003. je bila 54. sezona u prvenstvu Formule 1.

## Vozači i konstruktori
| Konstruktor / Momčad                            | Šasija           | Motor                      | Gume | Broj | Vozači                | Utrke       |
| ----------------------------------------------- | ---------------- | -------------------------- | ---- | ---- | --------------------- | ----------- |
| Ferrari Scuderia Ferrari Marlboro               | Ferrari F2002    | Ferrari 051 V10 3.0        | B    | 1    | Michael Schumacher    | 1-4         |
| Ferrari Scuderia Ferrari Marlboro               | Ferrari F2002    | Ferrari 051 V10 3.0        | B    | 2    | Rubens Barrichello    | 1-4         |
| Ferrari Scuderia Ferrari Marlboro               | Ferrari F2003-GA | Ferrari 052 V10 3.0        | B    | 1    | Michael Schumacher    | 5-16        |
| Ferrari Scuderia Ferrari Marlboro               | Ferrari F2003-GA | Ferrari 052 V10 3.0        | B    | 2    | Rubens Barrichello    | 5-16        |
| Williams-BMW BMW Williams F1 Team               | Williams FW25    | BMW P83 V10 3.0            | M    | 3    | Juan Pablo Montoya    | Sve         |
| Williams-BMW BMW Williams F1 Team               | Williams FW25    | BMW P83 V10 3.0            | M    | 4    | Ralf Schumacher       | 1-13, 15-16 |
| Williams-BMW BMW Williams F1 Team               | Williams FW25    | BMW P83 V10 3.0            | M    | 4    | Marc Gené             | 14          |
| McLaren-Mercedes West McLaren Mercedes          | McLaren MP4-17D  | Mercedes FO 110P V10 3.0   | M    | 5    | David Coulthard       | Sve         |
| McLaren-Mercedes West McLaren Mercedes          | McLaren MP4-17D  | Mercedes FO 110P V10 3.0   | M    | 6    | Kimi Räikkönen        | Sve         |
| Renault Mild Seven Renault F1 Team              | Renault R23      | Renault RS23 V10 3.0       | M    | 7    | Jarno Trulli          | 1-10        |
| Renault Mild Seven Renault F1 Team              | Renault R23      | Renault RS23 V10 3.0       | M    | 8    | Fernando Alonso       | 1-10        |
| Renault Mild Seven Renault F1 Team              | Renault R23B     | Renault RS23 V10 3.0       | M    | 7    | Jarno Trulli          | 11-16       |
| Renault Mild Seven Renault F1 Team              | Renault R23B     | Renault RS23 V10 3.0       | M    | 8    | Fernando Alonso       | 11-16       |
| Sauber-Petronas Sauber Petronas                 | Sauber C22       | Petronas 03A V10 3.0       | B    | 9    | Nick Heidfeld         | Sve         |
| Sauber-Petronas Sauber Petronas                 | Sauber C22       | Petronas 03A V10 3.0       | B    | 10   | Heinz-Harald Frentzen | Sve         |
| Jordan-Ford Cosworth Jordan Ford                | Jordan EJ13      | Ford Cosworth RS1 V10 3.0  | B    | 11   | Giancarlo Fisichella  | Sve         |
| Jordan-Ford Cosworth Jordan Ford                | Jordan EJ13      | Ford Cosworth RS1 V10 3.0  | B    | 12   | Ralph Firman          | 1-12, 15-16 |
| Jordan-Ford Cosworth Jordan Ford                | Jordan EJ13      | Ford Cosworth RS1 V10 3.0  | B    | 12   | Zsolt Baumgartner     | 13-14       |
| Jaguar-Ford Cosworth Jaguar Racing              | Jaguar R4        | Ford Cosworth CR-5 V10 3.0 | M    | 14   | Mark Webber           | Sve         |
| Jaguar-Ford Cosworth Jaguar Racing              | Jaguar R4        | Ford Cosworth CR-5 V10 3.0 | M    | 15   | Antônio Pizzonia      | 1-11        |
| Jaguar-Ford Cosworth Jaguar Racing              | Jaguar R4        | Ford Cosworth CR-5 V10 3.0 | M    | 15   | Justin Wilson         | 12-16       |
| BAR-Honda Lucky Strike BAR Honda                | BAR 005          | Honda RA003E V10 3.0       | B    | 16   | Jacques Villeneuve    | 1-15        |
| BAR-Honda Lucky Strike BAR Honda                | BAR 005          | Honda RA003E V10 3.0       | B    | 16   | Takuma Sato           | 16          |
| BAR-Honda Lucky Strike BAR Honda                | BAR 005          | Honda RA003E V10 3.0       | B    | 17   | Jenson Button         | Sve         |
| Minardi-Ford Cosworth European Minardi Cosworth | Minardi PS03     | Ford Cosworth CR-3 V10 3.0 | B    | 18   | Justin Wilson         | 1-11        |
| Minardi-Ford Cosworth European Minardi Cosworth | Minardi PS03     | Ford Cosworth CR-3 V10 3.0 | B    | 18   | Nicolas Kiesa         | 12-16       |
| Minardi-Ford Cosworth European Minardi Cosworth | Minardi PS03     | Ford Cosworth CR-3 V10 3.0 | B    | 19   | Jos Verstappen        | Sve         |
| Toyota Panasonic Toyota Racing                  | Toyota TF103     | Toyota RVX-03 V10 3.0      | M    | 20   | Olivier Panis         | Sve         |
| Toyota Panasonic Toyota Racing                  | Toyota TF103     | Toyota RVX-03 V10 3.0      | M    | 21   | Cristiano da Matta    | Sve         |

## Utrke
|     | Utrka                                             | 1.                               | 2.                               | 3.                                    |
| --- | ------------------------------------------------- | -------------------------------- | -------------------------------- | ------------------------------------- |
|     |                                                   |                                  |                                  |                                       |
| 1.  | VN Australije, Melbourne 9. ožujka 2003.          | David Coulthard McLaren-Mercedes | Juan Pablo Montoya Williams-BMW  | Kimi Räikkönen McLaren-Mercedes       |
| 2.  | VN Malezije, Sepang 23. ožujka 2003.              | Kimi Räikkönen McLaren-Mercedes  | Rubens Barrichello Ferrari       | Fernando Alonso Renault               |
| 3.  | VN Brazila, Interlagos 6. travnja 2003.           | Giancarlo Fisichella Jordan-Ford | Kimi Räikkönen McLaren-Mercedes  | Fernando Alonso Renault               |
| 4.  | VN San Marina, Imola 20. travnja 2003.            | Michael Schumacher Ferrari       | Kimi Räikkönen McLaren-Mercedes  | Rubens Barrichello Ferrari            |
| 5.  | VN Španjolske, Catalunya 4. svibnja 2003.         | Michael Schumacher Ferrari       | Fernando Alonso Renault          | Rubens Barrichello Ferrari            |
| 6.  | VN Austrije, Spielberg 18. svibnja 2003.          | Michael Schumacher Ferrari       | Kimi Räikkönen McLaren-Mercedes  | Rubens Barrichello Ferrari            |
| 7.  | VN Monaka, Monte Carlo 1. lipnja 2003.            | Juan Pablo Montoya Williams-BMW  | Kimi Räikkönen McLaren-Mercedes  | Michael Schumacher Ferrari            |
| 8.  | VN Kanade, Montreal 15. lipnja 2003.              | Michael Schumacher Ferrari       | Ralf Schumacher Williams-BMW     | Juan Pablo Montoya Williams-BMW       |
| 9.  | VN Europe, Nürburgring 29. lipnja 2003.           | Ralf Schumacher Williams-BMW     | Juan Pablo Montoya Williams-BMW  | Rubens Barrichello Ferrari            |
| 10. | VN Francuske, Magny-Cours 6. srpnja 2003.         | Ralf Schumacher Williams-BMW     | Juan Pablo Montoya Williams-BMW  | Michael Schumacher Ferrari            |
| 11. | VN Velike Britanije, Silverstone 20. srpnja 2003. | Rubens Barrichello Ferrari       | Juan Pablo Montoya Williams-BMW  | Kimi Räikkönen McLaren-Mercedes       |
| 12. | VN Njemačke, Hockenheim 3. kolovoza 2003.         | Juan Pablo Montoya Williams-BMW  | David Coulthard McLaren-Mercedes | Jarno Trulli Renault                  |
| 13. | VN Mađarske, Hungaroring 24. kolovoza 2003.       | Fernando Alonso Renault          | Kimi Räikkönen McLaren-Mercedes  | Juan Pablo Montoya Williams-BMW       |
| 14. | VN Italije, Monza 14. rujna 2003.                 | Michael Schumacher Ferrari       | Juan Pablo Montoya Williams-BMW  | Rubens Barrichello Ferrari            |
| 15. | VN SAD, Indianapolis 28. rujna 2003.              | Michael Schumacher Ferrari       | Kimi Räikkönen McLaren-Mercedes  | Heinz-Harald Frentzen Sauber-Petronas |
| 16. | VN Japana, Suzuka 12. listopada 2003.             | Rubens Barrichello Ferrari       | Kimi Räikkönen McLaren-Mercedes  | David Coulthard McLaren-Mercedes      |
|     |                                                   |                                  |                                  |                                       |

## Konačni poredak

### Vozači
| Poz. | Vozač                 | AUS | MAL | BRA | SMR | ESP | AUT | MON | CAN | EUR | FRA | GBR | GER | HUN | ITA | USA | JPN | Bodovi |
| ---- | --------------------- | --- | --- | --- | --- | --- | --- | --- | --- | --- | --- | --- | --- | --- | --- | --- | --- | ------ |
| 1.   | Michael Schumacher    | 4   | 6   | Ret | 1   | 1   | 1   | 3   | 1   | 5   | 3   | 4   | 7   | 8   | 1   | 1   | 8   | 93     |
| 2.   | Kimi Räikkönen        | 3   | 1   | 2   | 2   | Ret | 2   | 2   | 6   | Ret | 4   | 3   | Ret | 2   | 4   | 2   | 2   | 91     |
| 3.   | Juan Pablo Montoya    | 2   | 12  | Ret | 7   | 4   | Ret | 1   | 3   | 2   | 2   | 2   | 1   | 3   | 2   | 6   | Ret | 82     |
| 4.   | Rubens Barrichello    | Ret | 2   | Ret | 3   | 3   | 3   | 8   | 5   | 3   | 7   | 1   | Ret | Ret | 3   | Ret | 1   | 65     |
| 5.   | Ralf Schumacher       | 8   | 4   | 7   | 4   | 5   | 6   | 4   | 2   | 1   | 1   | 9   | Ret | 4   |     | Ret | 12  | 58     |
| 6.   | Fernando Alonso       | 7   | 3   | 3   | 6   | 2   | Ret | 5   | 4   | 4   | Ret | Ret | 4   | 1   | 8   | Ret | Ret | 55     |
| 7.   | David Coulthard       | 1   | Ret | 4   | 5   | Ret | 5   | 7   | Ret | 15  | 5   | 5   | 2   | 5   | Ret | Ret | 3   | 51     |
| 8.   | Jarno Trulli          | 5   | 5   | 8   | 13  | Ret | 8   | 6   | Ret | Ret | Ret | 6   | 3   | 7   | Ret | 4   | 5   | 33     |
| 9.   | Jenson Button         | 10  | 7   | Ret | 8   | 9   | 4   | Ret | Ret | 7   | Ret | 8   | 8   | 10  | Ret | Ret | 4   | 17     |
| 10.  | Mark Webber           | Ret | Ret | Ret | Ret | 7   | 7   | Ret | 7   | 6   | 6   | 14  | 11  | 6   | 7   | Ret | 11  | 17     |
| 11.  | Heinz-Harald Frentzen | 6   | 9   | 5   | 11  | Ret | DNS | Ret | Ret | 9   | 12  | 12  | Ret | Ret | 13  | 3   | Ret | 13     |
| 12.  | Giancarlo Fisichella  | Ret | Ret | 1   | 15  | Ret | Ret | 10  | Ret | 12  | Ret | Ret | 13  | Ret | 10  | 7   | Ret | 12     |
| 13.  | Cristiano da Matta    | Ret | 11  | 10  | 12  | 6   | 10  | 9   | 11  | Ret | 11  | 7   | 6   | 11  | Ret | 9   | 7   | 10     |
| 14.  | Nick Heidfeld         | Ret | 8   | Ret | 10  | 10  | Ret | 11  | Ret | 8   | 13  | 17  | 10  | 9   | 9   | 5   | 9   | 6      |
| 15.  | Olivier Panis         | Ret | Ret | Ret | 9   | Ret | Ret | 13  | 8   | Ret | 8   | 11  | 5   | Ret | Ret | Ret | 10  | 6      |
| 16.  | Jacques Villeneuve    | 9   | Ret | 6   | Ret | Ret | 12  | Ret | Ret | Ret | 9   | 10  | 9   | Ret | 6   | Ret |     | 6      |
| 17.  | Marc Gené             |     |     |     |     |     |     |     |     |     |     |     |     |     | 5   |     |     | 4      |
| 18.  | Takuma Sato           |     |     |     |     |     |     |     |     |     |     |     |     |     |     |     | 6   | 3      |
| 19.  | Ralph Firman          | Ret | 10  | Ret | Ret | 8   | 11  | 12  | Ret | 11  | 15  | 13  | Ret |     |     | Ret | 14  | 1      |
| 20.  | Justin Wilson         | Ret | Ret | Ret | Ret | 11  | 13  | Ret | Ret | 13  | 14  | 16  | Ret | Ret | Ret | 8   | 13  | 1      |
| 21.  | Antônio Pizzonia      | Ret | Ret | Ret | 14  | Ret | 9   | Ret | 10  | 10  | 10  | Ret |     |     |     |     |     | 0      |
| 22.  | Jos Verstappen        | 11  | 13  | Ret | Ret | 12  | Ret | Ret | 9   | 14  | 16  | 15  | Ret | 12  | Ret | 10  | 15  | 0      |
| 23.  | Nicolas Kiesa         |     |     |     |     |     |     |     |     |     |     |     | 12  | 13  | 12  | 11  | 16  | 0      |
| 24.  | Zsolt Baumgartner     |     |     |     |     |     |     |     |     |     |     |     |     | Ret | 11  |     |     | 0      |
| Poz. | Vozač                 | AUS | MAL | BRA | SMR | ESP | AUT | MON | CAN | EUR | FRA | GBR | GER | HUN | ITA | USA | JPN | Bodovi |

| Boja       | Rezultat                   | Oznaka boje |
| ---------- | -------------------------- | ----------- |
| Zlato      | 1. mjesto                  | #FFFFBF     |
| Srebro     | 2. mjesto                  | #DFDFDF     |
| Bronca     | 3. mjesto                  | #FFDF9F     |
| Zeleno     | U cilju osvojivši bodove   | #DFFFDF     |
| Plavo      | U cilju bez bodova         | #CFCFFF     |
| Ljubičasto | Nije završio utrku (Ret)   | #EFCFFF     |
| Ljubičasto | Nije klasificiran (NC)     | #EFCFFF     |
| Crveno     | Nije se kvalificirao (DNQ) | #FFCFCF     |
| Crno       | Diskvalificaran (DSQ)      | #000000     |
| Bijelo     | Nije startao (DNS)         | #FFFFFF     |
| Bez boje   | Nije sudjelovao            |             |
| Bez boje   | Bolovanje (INJ)            |             |
| Bez boje   | Isključen (EX)             |             |

### Konstruktori
| Pozicija | Konstruktor           | Bodovi |
| -------- | --------------------- | ------ |
| 1.       | Ferrari               | 158    |
| 2.       | Williams-BMW          | 144    |
| 3.       | McLaren-Mercedes      | 142    |
| 4.       | Renault               | 88     |
| 5.       | BAR-Honda             | 26     |
| 6.       | Sauber-Petronas       | 19     |
| 7.       | Jaguar-Ford Cosworth  | 18     |
| 8.       | Toyota                | 16     |
| 9.       | Jordan-Ford Cosworth  | 13     |
| 10.      | Minardi-Ford Cosworth | 0      |